# Carole Vinci
 (octobre 2007).
Si vous disposez d'ouvrages ou d'articles de référence ou si vous connaissez des sites web de qualité traitant du thème abordé ici, merci de compléter l'article en donnant les références utiles à sa vérifiabilité et en les liant à la section « Notes et références ».
Carole Vinci, née en 1950 à Genève, est une chanteuse suisse.

## Biographie
Carole Vinci voulait être professeur de sport avant de devenir chanteuse. Elle a représenté la Suisse au Concours Eurovision de la chanson du 22 avril 1978 avec la chanson Vivre, où elle a terminé à la 9e place.